# Aloe Alchanov

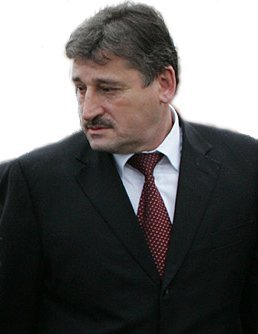
Aloe Alchanov

Aloe Alchanov (Russisch: Алу Дадашевич Алханов) (Kazachstan, 20 januari 1957) is een Tsjetsjeens officier van politie en was van 2004 tot 2007 president van de Russische autonome republiek Tsjetsjenië.
Generaal-majoor Alchanov was na een lange carrière bij de politie minister van binnenlandse zaken geworden in de autonome regering onder Achmat Kadyrov. In tegenstelling tot deze was hij tijdens de gehele Eerste Tsjetsjeense Oorlog de Russische regering trouw gebleven. Voor zijn moed bij de verdediging van het hoofdbureau van politie was hij onderscheiden door de Russische president Boris Jeltsin.
Nadat in mei 2004 president Achmat Kadyrov bij een aanslag was gedood, werd Alchanov door de Russen naar voren geschoven als opvolger. Ramzan Kadyrov, de zoon van de vermoorde president, was met zijn 28 jaar te jong om direct zijn vader op te volgen, omdat de grondwet een leeftijd van 30 jaar eiste.
Alchanov werd zwaar gesteund door de Russen en stond op verkiezingsposters afgebeeld samen met president Vladimir Poetin. Hij was dan ook de winnaar van de controversiële presidentsverkiezingen van 29 augustus 2004. 
Alchanov werd door velen als een marionet van Ramzan Kadyrov gezien, al hadden beiden verscheidene malen conflicten met elkaar, waarbij in april 2006 zelfs gewapend geweld werd gebruikt. Op 15 februari 2007 werd hij afgezet als president door Poetin en vervangen door Ramzan Kadyrov. Hij werd daarop aangesteld als viceminister van Justitie van Rusland.
Achmat Kadyrov · Aloe Alchanov · Ramzan Kadyrov